# Kunžvartské sedlo
Kunžvartské sedlo är ett bergspass på gränsen mellan Tjeckien (Södra Böhmen) och Tyskland (Bayern). Kunžvartské sedlo ligger 870 meter över havet.